# 新塞利夫卡 (舊比利斯克區)
49°15′24″N 38°53′7″E / 49.25667°N 38.88528°E
新塞利夫卡（羅馬化：Novoselivka）是位於烏克蘭東部的村莊，由盧甘斯克州舊比利斯克區的舊比利斯克市鎮負責管轄。該村始建於1790年，面積0.89平方公里，海拔高度100米，2001年人口459，人口密度每平方公里516.9人。